# Eugen-Helmlé-Übersetzerpreis
Der Eugen-Helmlé-Übersetzerpreis ist ein deutscher Literaturpreis, der seit 2005, jährlich abwechselnd, für eine außergewöhnliche literarische Übersetzungsleistung vom Französischen ins Deutsche oder vom Deutschen ins Französische verliehen wird.

## Geschichte
Der Preis, der 2004 vom Saarländischen Rundfunk, SR, und der Stiftung des Verbandes der Metall- und Elektroindustrie des Saarlandes ins Leben gerufen und 2005 erstmals verliehen wurde, erinnert an den saarländischen Schriftsteller und Übersetzer Eugen Helmlé.
Der Preis wird jährlich um den 7. September herum verliehen, den Geburtstag Helmlés. Er war zunächst mit 6000 € dotiert. Im Jahr 2010 ist die Stadt Sulzbach/Saar als Dritte den bisherigen Trägern zur Seite getreten, und das Preisgeld wurde auf 10.000 € erhöht.
In Würdigung der Verdienste Eugen Helmlés, denn er lebte lange hier, wurde am 7. September 2010 dem Bereich hinter dem örtlichen Veranstaltungsgebäude „AULA Sulzbach/Saar“ die Bezeichnung „Eugen-Helmlé-Forum“ verliehen. Der Bildhauer Leo Kornbrust hat dafür eine Skulptur gefertigt, welche an Eugen Helmlé erinnert. Vor dieser Skulptur wurde eine Tafel mit den Namen der Preisträger des Übersetzerpreises eingelassen. Preisträger des Jahres 2010 war Olivier Le Lay, der zahlreiche Werke von Peter Handke in das Französische übersetzt hat. Handke war bei dieser Preisverleihung anwesend.
Die jährliche Verleihung des Preises findet in der AULA in Sulzbach statt. Das Management des Preises liegt beim Saarländischen Rundfunk.

## Preisträger
- 2005: Tobias Scheffel
- 2006: Claude Riehl (postum)
- 2007: Andrea Spingler[2]
- 2008: Nicole Bary
- 2009: Lis Künzli[3]
- 2010: Olivier le Lay
- 2011: Sabine Müller und Holger Fock[4]
- 2012: Alain Lance und Renate Lance-Otterbein[5]
- 2013: Jürgen Ritte[6]
- 2014: Cécile Wajsbrot[7]
- 2015: Hinrich Schmidt-Henkel[8][9]
- 2016: Anne Weber[10][11]
- 2017: Simon Werle[12]
- 2018: Olivier Mannoni[13]
- 2019: Sonja Finck[14]
- 2020: Corinna Gepner
- 2021: Andreas Jandl
- 2022: Barbara Fontaine[15]
- 2023: Nicola Denis[16]
- 2024: Claire de Oliveira[17]